# Euploea kirschi
Euploea kirschi är en fjärilsart som beskrevs av Moore 1883. Euploea kirschi ingår i släktet Euploea och familjen praktfjärilar. Inga underarter finns listade i Catalogue of Life.